# Блищик Тетяна Вікторівна
Бли́щик Тетяна Вікторівна (9 серпня 1986, Радивилів, Рівненська область — 27 жовтня 2014, Радивилів) — українська поетеса.
Перші проби пера припадають на ранні шкільні роки. У старших класах, навчаючись у Радивилівському загальноосвітньому ліцеї і беручи активну участь у роботі літературної студії, Тетяна дивувала ровесників не по-шкільному сформованим дорослим способом мислення, писала поетичні рядки, під якими не соромно підписатися визнаним письменникам. Дівчина знала про проблеми свого здоров'я не з порад лікарів — займаючись у Малій академії наук, підготувала своє учнівське дослідження про цукровий діабет. Але жорстока правда не зневірила, не зламала дівчину — вона відмінно вчилася, друкувалася на сторінках районної газети «Прапор перемоги», в літературних альманахах, які тиражував ліцей, входила в число переможців обласного літературного конкурсу юних талантів.
Після успішного закінчення з золотою медаллю загальноосвітнього ліцею в 2003 році стала студенткою факультету англійської мови та літератури університету «Острозька Академія». Незважаючи на стан здоров'я (почав слабнути зір), успішно освоювала всі навчальні дисципліни, складала іспити. Її часто можна було бачити в бібліотеках, брала участь і в масових заходах. Творчість поетеси, зокрема, була відображена у випуску бюлетеня «Інва.net» Рівненської обласної універсальної наукової бібліотеки. Стала першим володарем обласної премії ім. Григорія Чубая, була дипломанткою конкурсів «Об'єднаймося ж, брати мої», «О мово моя, душа голосна України» та фестивалю «Провесінь». З'явилися добірки віршів Т.Блищик і в Інтернеті.
Після університету вчителювала. Однак прогресуюче захворювання змусило покинути роботу. І все ж вона боролася за життя, не раз перемагала наступаючі загострення хвороби, продовжувала працювати і цікавитися життям, писала вірші.
Померла у віці 28 років, похована в м. Радивилові.

## Твори
- Провесінь. Літературний альманах Радивилівського загальноосвітнього ліцею.— Радивилів, 2002.
- Інва.net: інформаційний бюлетень для людей з особливими потребами / Рівнененська обласна універсальна наукова бібліотека; головний редактор Р. Щербан.— Рівне, 2005.— Вип. 5.
- На світанку.— Радивилів, 2003.
- Відкриття почуттів. Літературний альманах Радивилівського загальноосвітнього ліцею.— Радивилів, 2005.
- Т. Блищик. По колу за сонцем. [Архівовано 3 листопада 2013 у Wayback Machine.]
- Т. Блищик. Вірші. [Архівовано 29 листопада 2014 у Wayback Machine.]
- Твори учнів Радивилівського загальноосвітнього ліцею. З альманахів [Архівовано 29 листопада 2014 у Wayback Machine.]